# Réserve forestière d'État de Kapapala
La réserve forestière d'État de Kapapala, en anglais Kapapala State Forest Reserve, est une réserve forestière d'État des États-Unis située à Hawaï, sur l'île d'Hawaï, au sud-est du sommet du Mauna Loa.